# Kung Tung
Kung Tung, svenskt proggband från Kalmar, bildat 1974 av Lars Peter Sörensson (trummor), Per "Pelle" Magnusson (bas), Anders Helmerson (elpiano), Thomas Stålberg (gitarr) och Peter Bryngelsson (gitarr). 
Bandet debuterade med ett antal skandalartade konserter som med text, musik och dramatiserade inslag gav satiriska råsopar åt både etablissemanget och delar av vänsterrörelsen. Som "litterära snapshots" skildrade texterna tidsandan. Ibland om samhället, andra gånger om det enskilda människoödet. De medlemmar som turnerade och gjorde skivor var Thomas Stålberg, gitarr och sång, Bo Stefan Lundquist, sång och recitation, Peter Bryngelsson, gitarr, Ulf Bejerstrand, bas och Thomas Wiegert, trummor.
Kung Tung har återuppstått som aktivt band under 2013. 

## Medlemmar
Nuvarande medlemmar
- Thomas Stålberg (tidigare Svensson) – sång, gitarr, munspel (1974–idag)
- Peter Bryngelsson – gitarr (1974–1979, ?–idag)
- Ulf Bejerstrand – basgitarr (1975–idag)
- Bo-Stefan Lundquist – sång (1976–1979, ?–idag)
- Åke Eriksson – trummor
- Bosse Gustafsson ("Kopp Te") – saxofon (2014–idag)

Tidigare medlemmar
- Lars Peter Sörensson-trummor 1974
- Mikael Svanevik – trummor (1974–1975)
- Per Magnusson – basgitarr (1974)
- Anders Helmersson – keyboard (1974–1976)
- Lars-Göran "Zeke" Andersson – basgitarr (1975)
- Jan Broél-Plater – basgitarr (1975)
- Ola Johansson – keyboard, dragspel (1975–1976, ?–?)
- Henrik Strindberg – saxofon, flöjt, gitarr (1975–1976)
- Thomas Wiegert – trummor (1975–1979, ?–idag)

## Diskografi
Studioalbum
- 1978 – Det är ett kort liv – det är våra liv (LP, MNW)
- 2014 – Längre bort på livets väg (CD, Boy Audio)

Livealbum
- 1977 – På "Redit"! (LP, Ljudcenter)

Singlar
- 1978 – "Punk" / "Ät dina pengar och dö" (7” vinyl, Grisbäck)
- 1979 – "Jag är ett trafikljus" / "Två blodröda segel" (7”, MNW)

Samlingsalbum
- 1995 – Demos och Live 1974 – 1975 (kassett, Plätt)
- 2001 – Imperfekt (CD, MNW)